# Мексиканска ровеща жаба
Rhinophrynus dorsalis е вид жаба от семейство Rhinophrynidae. Възникнал е преди около 0,0117 млн. години по времето на периода кватернер. Видът не е застрашен от изчезване.

## Разпространение
Разпространен е в Белиз, Гватемала, Коста Рика, Мексико, Никарагуа, Салвадор, САЩ и Хондурас.

## Описание
Популацията на вида е стабилна.